# Boulevard du Lac
 (juin 2025).
Le boulevard du Lac est une voie de la commune française d’Enghien-les-Bains, en France.

## Situation et accès
Long de 730 mètres, il part de la rue du Général-de-Gaulle et finit rue Philippe-Dartis, où il est prolongé par la rue Sœur-Angèle du côté de Saint-Gratien.
Il croise les voies suivantes :
- avenue Reizet,
- avenue Delhaye.

## Origine du nom
Cette voie doit son nom à sa situation le long du lac d'Enghien.

## Bâtiments remarquables et lieux de mémoire

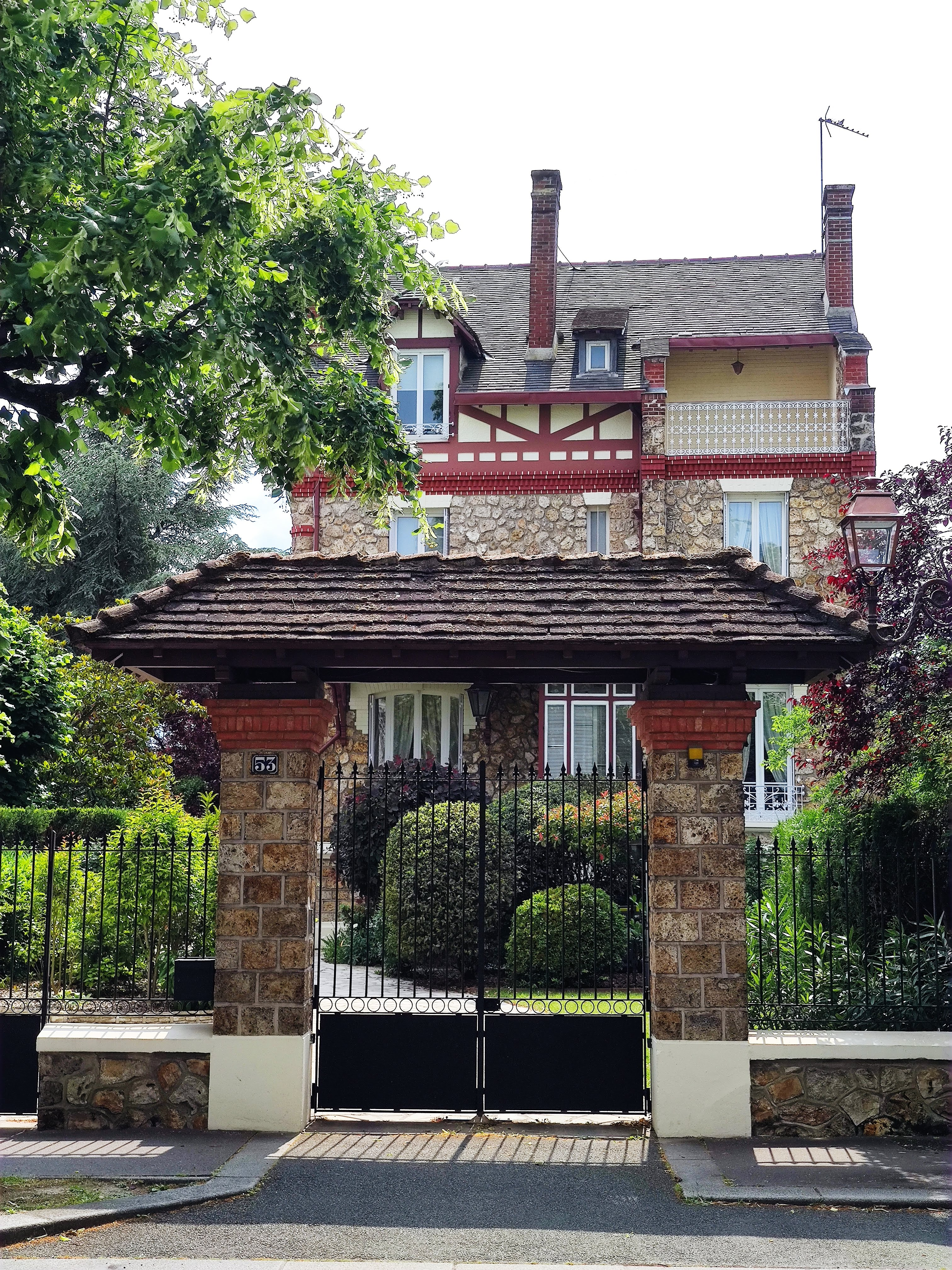
No 53.

- No 25 bis : maison de ville construite en 1923 par l’architecte Henri Moreels[1].
- No 53 : l’acteur et producteur Michel Ardan (1920-1979) a été en son temps le propriétaire de cette maison[2].